# Kirin Kiki
Kirin Kiki (樹木 希林, Kiki Kirin), japonska filmska in televizijska igralka, * 15. januar 1943, Tokio, Japonska, † 15. september 2018, Tokio.
Za svoje vloge je bila večkrat nagrajena. Med drugim je igrala v filmih Okus življenja in Tatiči, ki sta bila predvajana tudi v slovenskih kinematografih.

## Življenjepis
Kirin Kiki se je rodila leta 1943 v tokijskem okrožju Kanda, kot hči mojstra igranja na japonsko glasbilo biva. Po zaključku srednje šole je začela svojo gledališko kariero leta 1961 kot članica ansambla gledališča Bungakuza. Nastopala je pod umetniškim imenom Chiho Yūki (悠木千帆). V 70-ih letih je uspešno nastopila v več televizijskih vlogah. Zaslovela je zlasti po svojih humornih in ekscentričnih likih v televizijskih šovih in oglasih. Svoje prvotno umetniško ime je spontano spremenila v eni od televizijskih oddaj, kjer so jo pozvali, naj poda nekaj svojega na dražbo. Povedala je, da nima drugega, in da lahko da samo svoje ime. Nadala si je novo umetniško ime, Kirin Kiki. V 80-ih letih je sodelovala z več znanimi režiserji, kot so Seijun Suzuki, Masahiro Šinoda in Kon Ičikava.
Kljub zdravstvenih težavam, in sicer odstopu mrežnice leta 2003 in raku dojke, ki so ji ga diagnosticirali leta 2005, je nadaljevala z igranjem. Od leta 2008 je posnela več nagrajenih filmov z režiserjem Hirokazujem Kore'edo, med njimi Še vedno združeni (2008), Po nevihti (2016) in Tatiči (2018).
Za posledicami raka in pridruženih bolezni je umrla 15. septembra 2018.